# Església de Sant Joan de l'Hospital
L'església de Sant Joan de l'Hospital, gòtica cistercenca amb alguns elements romànics, és la més antiga de la ciutat de València. Situada a l'interior d'una illa delimitada entre els carrers de la Mar, de Sant Cristòfol, del Miracle i del Trinquet de Cavallers, al barri de la Xerea, dins el districte de Ciutat Vella, el seu nom es deu a l'orde de Sant Joan de l'Hospital o orde de Malta. Des del 1943, és monument historicoartístic i des del 1966 és dirigida per l'Opus Dei.

## Història

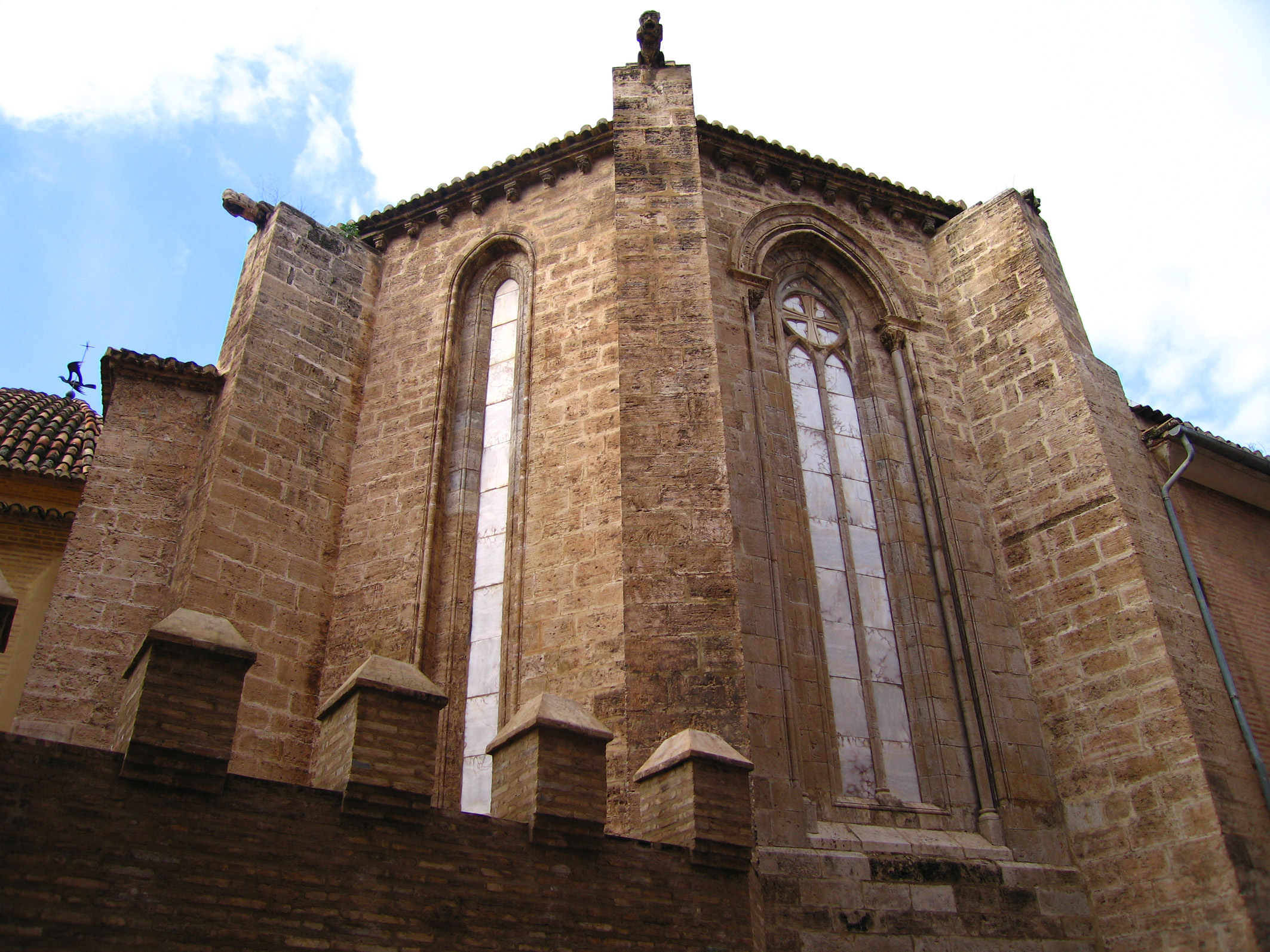
Aspecte exterior de Sant Joan de l'Hospital (absis)

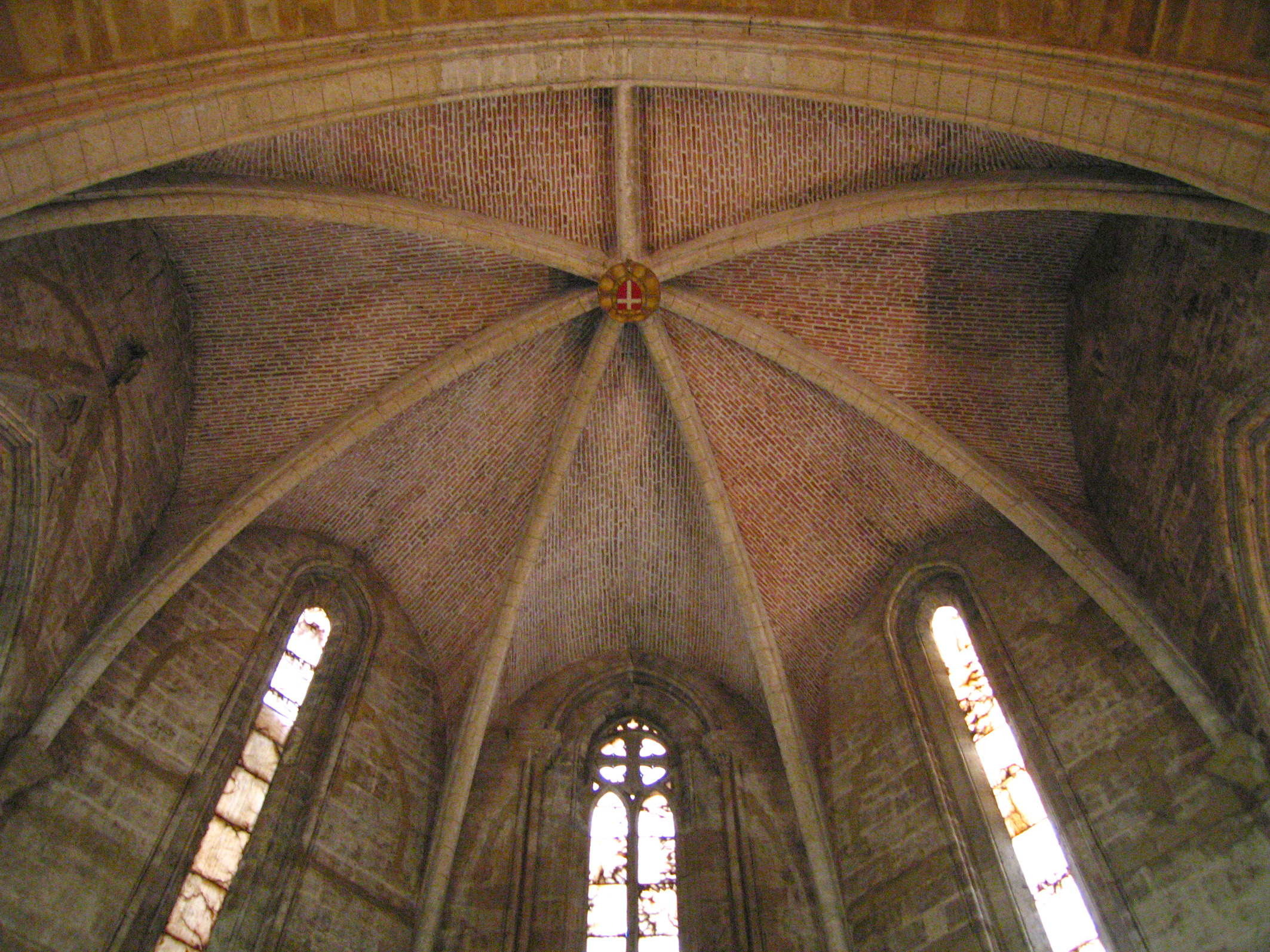
Detall del Presbiteri de Sant Joan de l'Hospital

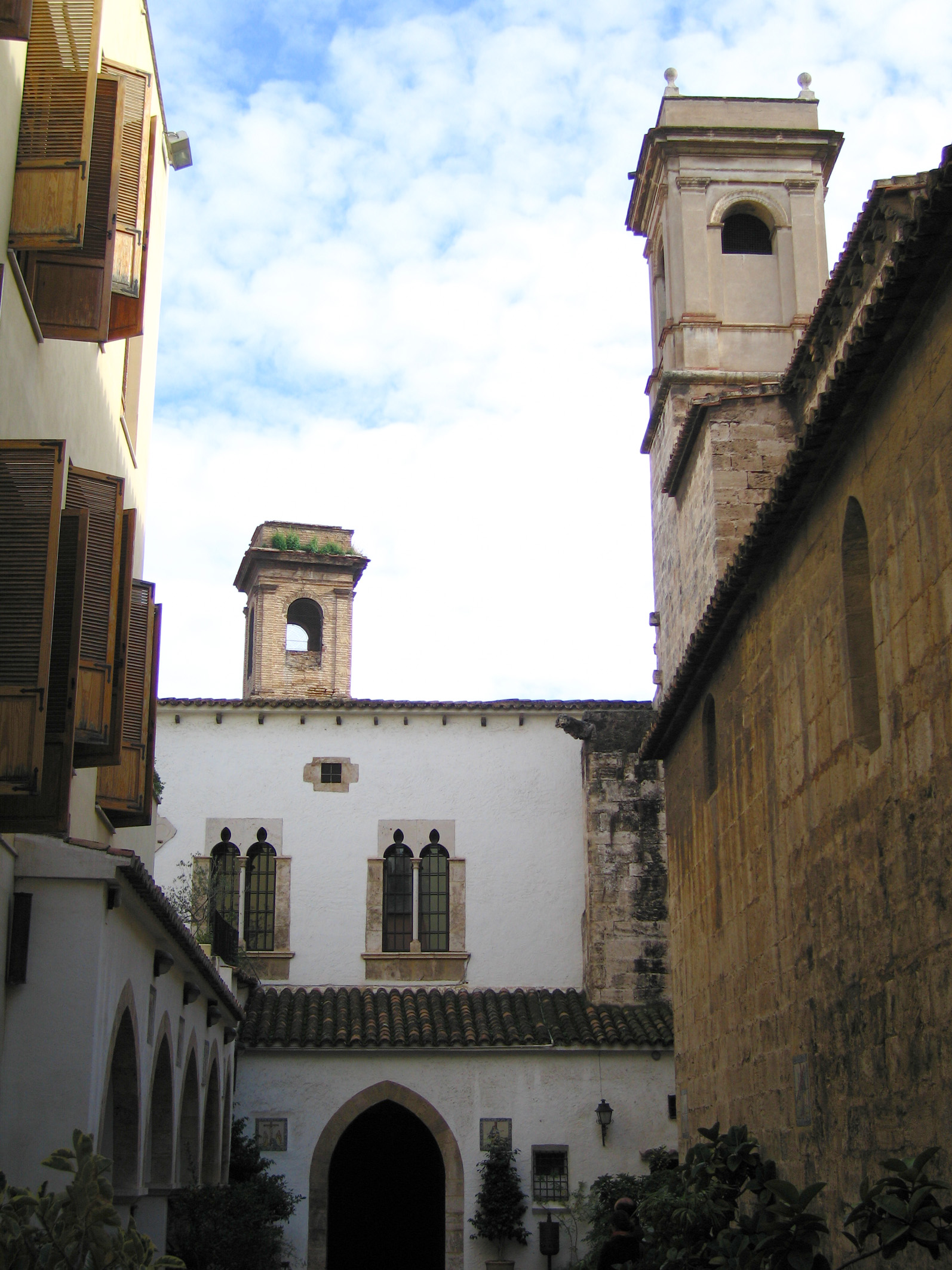
Atri o pati d'entrada de Sant Joan de l'Hospital

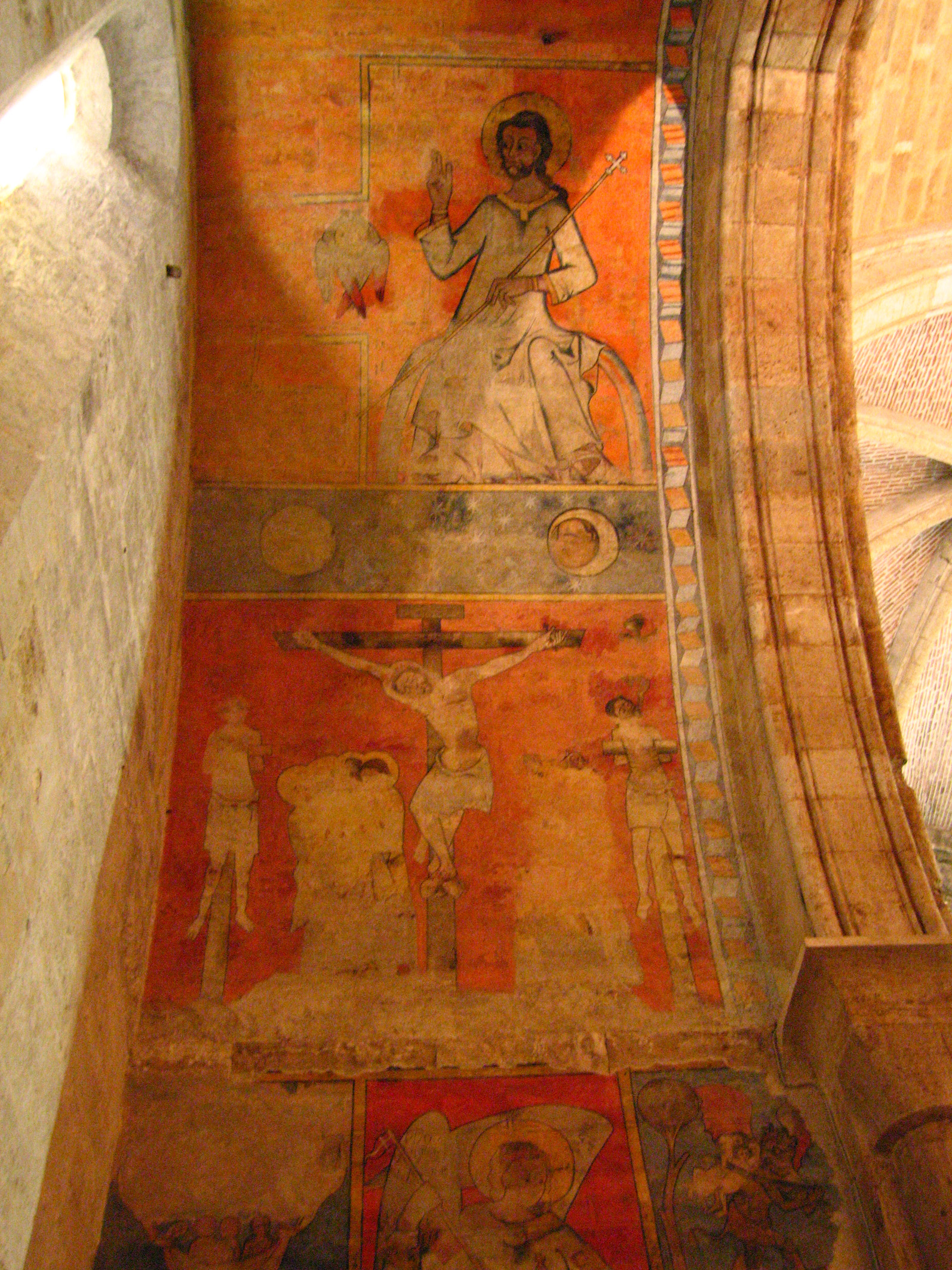
Capella amb pintures murals de tradició romànica

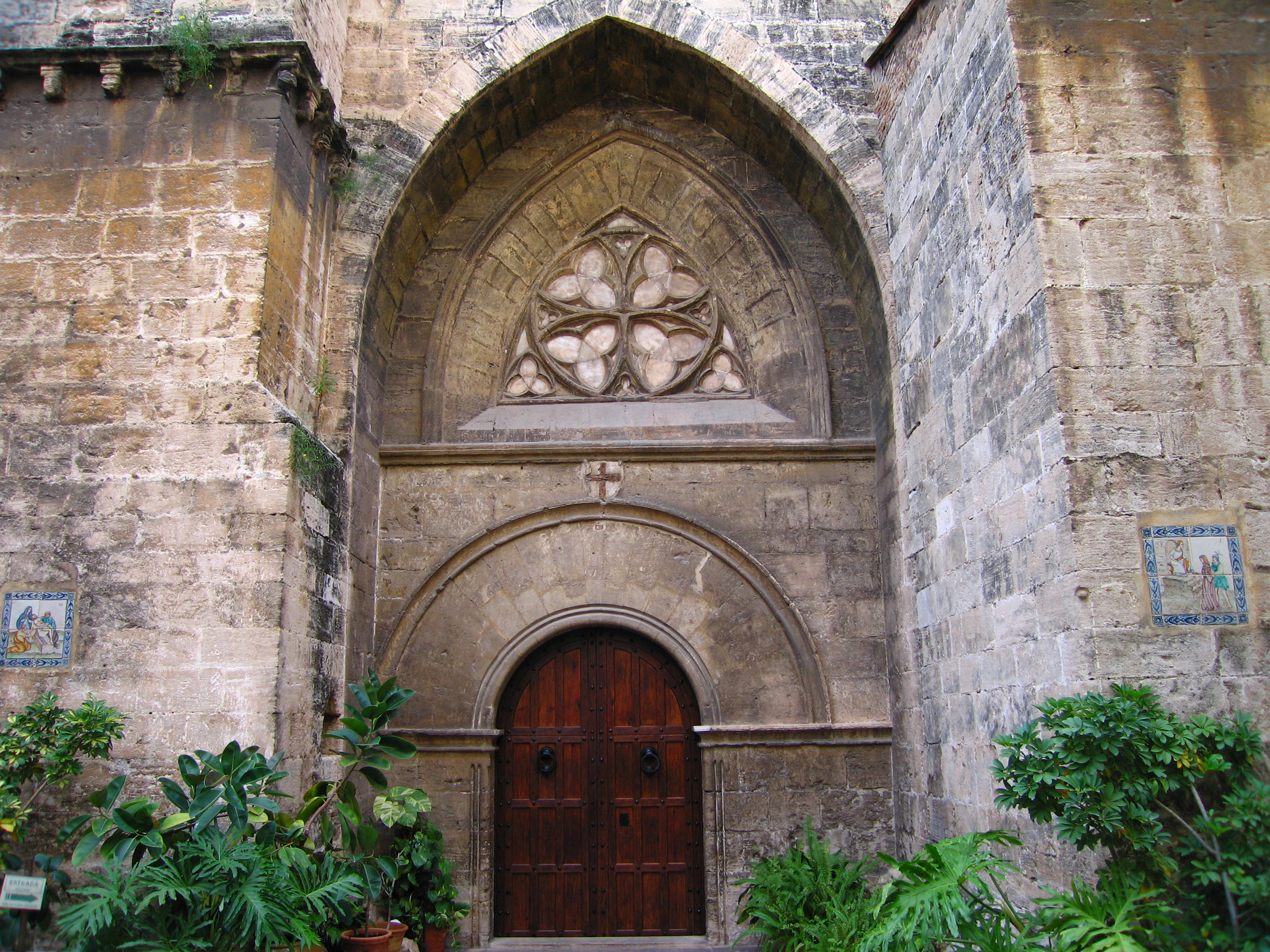
Porta romànica i òcul gòtic del costat nord de Sant Joan de l'Hospital. S'aprecia com l'eix central de l'òcul no es correspon amb el centre de la porta

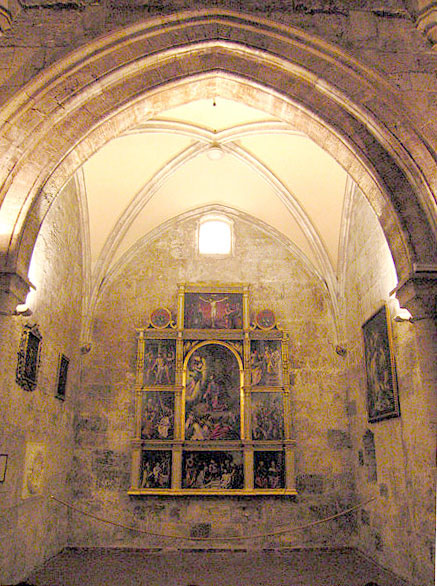
Capella gòtica feta per Pere Balaguer, on estigué originalment el sepulcre de Constança Anna de Hohenstaufen

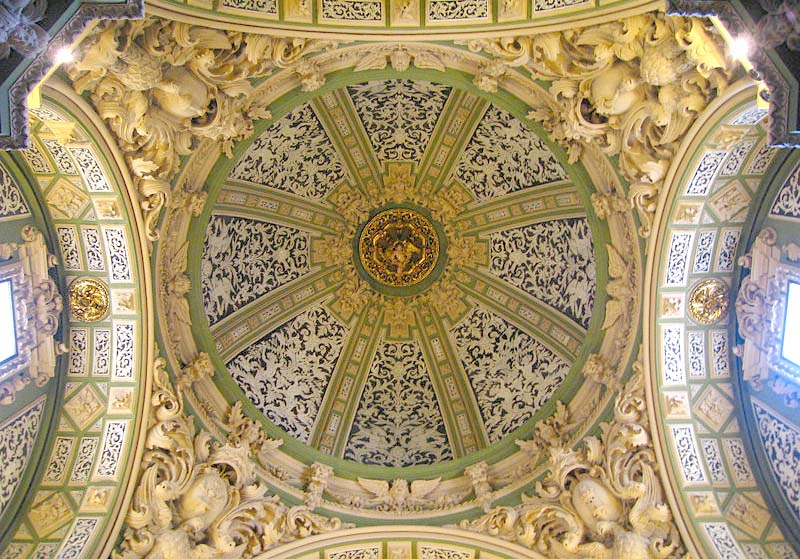
Cúpula amb esgrafiats i motlures barroques de Juan Pérez Castiel, on hui hi ha el sepulcre de Constança Anna de Hohenstaufen. Aquesta cúpula i la tomba formen part de la capella barroca de Santa Bàrbara

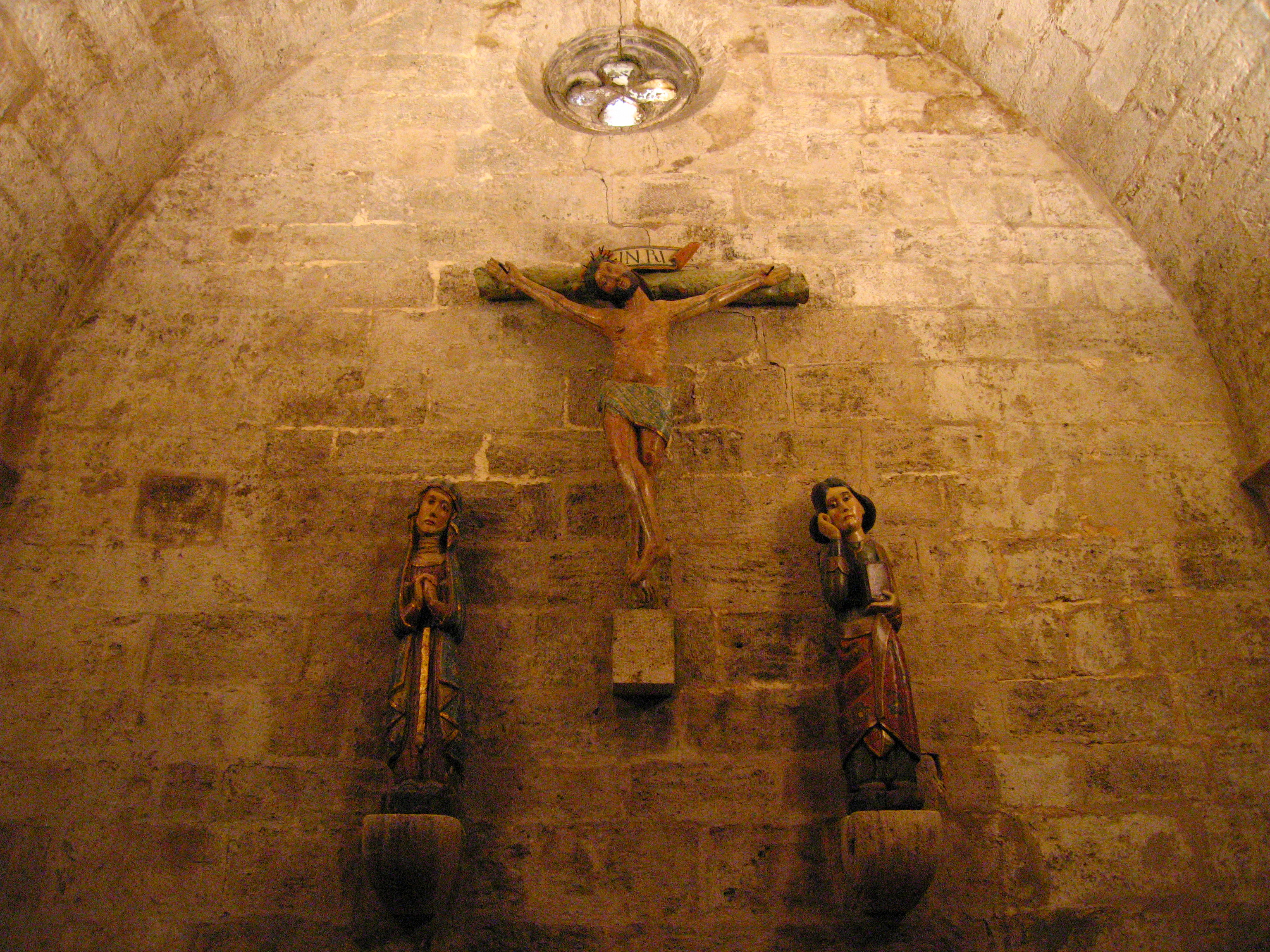
Aspecte d'una de les capelles de Sant Joan de l'Hospital

L'església és considerada com la primera església construïda a València després de la catedral després de la conquesta cristiana de la ciutat el 1238. La notícia més antiga sobre el priorat hospitalari, la dona el Llibre del repartiment, en què consta la donació per part del rei Jaume I de les cases d'Haçah Halibandel a Hug de Follalquer, lloctinent del mestre del seu orde en la Corona d'Aragó, per a la instal·lació i fundació d'una casa de l'orde de l'Hospital. Potser el motiu de la donació fou que, en aquest lloc, a l'altre costat de la muralla àrab i junt a la porta de la Xerea, s'havia situat el campament hospitaler durant el setge de la ciutat.
L'Hospital de Jerusalem s'havia fundat en temps de les croades, i per mantenir-lo es creà l'orde de Sant Joan de Jerusalem, que al principi es dedicava a guarir els malalts, però després es transformà en orde militar amb el nom d'orde de Malta.
El cementeri està documentat des de dates molt primerenques; consta documentalment que l'any 1243, només cinc anys després de la conquesta, el clergat de Sant Joan de l'Hospital eixia amb una creu alçada en els soterraments.
L'església, segons Teixidor, fou la primera construïda a València després de la catedral, cosa que justificava el lloc d'honor en les processons respecte a la resta de les altres parròquies. Elies Tormo amb anterioritat a la repristinació de l'església, basant-se en raons d'heràldica (un petit escut fabricat en guix i fusta amb la primitiva ensenya de l'orde, una creu plana, situada sobre la portada nord), va proposar que l'església es degué construir abans del 1261, encara que amb afegits posteriors.
En aquest terreny de la Xerea, s'alçà una església dedicada a sant Joan Baptista, un convent, un cementeri i un hospital per assistir els malalts, tasca pròpia de l'orde. El conjunt conventual, d'estil gòtic cistercenc, s'acabà abans del 1316. Mostra la importància d'aquesta església en el segle xiii el fet que l'emperadriu Constança disposara, a la seua mort, 1306, la fundació d'una capella dedicada a santa Bàrbara i que hi fos soterrada. En la mateixa església, també fou soterrada la princesa imperial Irene Lascarina. L'emperadriu era filla de l'emperador Frederic II; va estar casada amb l'emperador de Nicea Joan IV Làscaris i era germana del rei Manfred de Sicília. Fou Pere el Gran qui li va oferir refugi a la ciutat de València, on va contraure la lepra i després fou miraculosament curada per invocació a santa Bàrbara, i va fer donació a l'església d'una relíquia de la santa, una columna que ella mateixa havia portat d'Orient.
Les obres de major importància de la construcció medieval deurien estar ja acabades devers 1317 quan els béns de l'orde de l'Hospital, junt amb els del Temple, al Regne de València, passaren a l'acabada de crear orde de Santa Maria de Montesa, excepte l'encomanda de Torrent (Horta Oest) de la qual depenien el convent i l'església que ens ocupa.
A partir d'aleshores, la institució santjoanista no va poder-se fer càrrec del manteniment de l'hospital i va obtindre una dispensa per tancar-lo, i se'n quedà «només amb l'església, les cinc estances i els dos cementeris sota la jurisdicció del comendador».
Una mostra de la pèrdua d'importància del complex hospitaler fou el fet que, a finals del segle xiv, l'ampli recinte hospitalari va sofrir una amputació en obrir el municipi el carrer actual del Miracle, obertura enquadrada dins la política d'embelliment urbà mampresa per la ciutat a finals de l'edat mitjana.
Durant el segle xvii, seguint la constant habitual en la història de les esglésies valencianes, un recobriment barroc tapà els murs, la volta i les capelles gòtiques amb escaioles i arcs de mig punt, llunetes, relleus, esgrafiats i policromies. Aquest recobriment barroc va romandre fins al 1967, moment en què s'hi inicià la repristinació per recuperar les formes gòtiques de l'església. D'aquella època, entre 1685 i 1689, amb l'auge de la confraria de Santa Bàrbara, es va construir una nova capella dedicada a la santa, amb traces de Pérez Castiel. Les obres foren dutes a terme pels mestres Vicent Claret i Antoni Izquierdo. Lleonard-Juli Capuz va treballar en la imatge i en la peanya. En aquesta capella, es troba el sepulcre de l'emperadriu de Grècia o de Nicea Constança Anna de Hohenstaufen, que morí a València el 1307. Amb un estil similar al de la capella de Santa Bàrbara, encara que més moderat, es va revestir interiorment l'església. Una inscripció trobada a la volta durant la seua restauració indicava que «se renovó en 1726». També d'aquesta època és la substitució de l'espadanya medieval situada sobre la portada nord per a la petita torre campanar actual, de traça clàssica i que fa parella amb la veïna capella de la confraria del Miracle.
Durant la Guerra de Successió espanyola, fou caserna de les tropes angleses i l'atri d'entrada s'utilitzà per a albergar els primers combats de boxa mai vists a la ciutat, que organitzaven els anglesos. El 1781, l'arquitecte Joaquim Martínez va projectar un retaule neoclàssic situat a l'altar major, on la part escultòrica fou obra de Josep Esteve. A partir de l'any 1783 i després de l'autorització del castellà d'Amposta, es va instal·lar la capella castrense en aquesta església. Aquesta jurisdicció eclesiàstica va romandre a l'església fins al 1878, quan es va traslladar a l'antic convent de Sant Domingo.
A principis del segle xix, en ocupar Napoleó l'illa de Malta, els béns dels hospitalers passaren a la corona el 1802. Més tard, durant l'ocupació napoleònica de la ciutat, Sant Joan hagué de pagar un tribut en plata el 1812, aconseguit fonent tretze peces d'argent de la mateixa església. Amb la desaparició dels ordes militars a Espanya per Reial Decret, el temple deixà de pertànyer als hospitalers i va passar a ser una església parroquial, però amb la seua demarcació reduïda a una sola casa; aquest fet junt amb la seua condició de parròquia castrense, van salvar el temple de la desamortització. El 1905, es crea la parròquia de Sant Vicent i Sant Joan a l'Eixample, i es traslladà la parroquialitat de Sant Joan de l'Hospital a aquesta, junt amb imatges, altars i objectes de culte. A partir d'aleshores, fou utilitzat per a diverses finalitats, per exemple, el solar del cementeri fou utilitzat com a impremta per al diari Las Provincias, que tenia la seua administració al palau dels Valeriola, adjacent al solar.
Fou saquejat el 1936, i es perdé el poc mobiliari que quedava, i es pensà a enderrocar-lo, però Elies Tormo, el baró de Sant Petrillo i altres intel·lectuals valencians ho impediren, i el 1943 fou declarat Monument historicoartístic. Durant alguns anys, l'església s'utilitzà com a cinema. El 1967, començà la seua restauració a càrrec dels arquitectes Alejandro Ferrant, Francisco Pons Sorolla i Vicente Valls; se'n van eliminar les escaioles i el guix barroc, i esdevingué una església gòtica de gran puresa, que fa de Sant Joan de l'Hospital una joia arquitectònica. Actualment, el temple és propietat de la Sociedad Sacerdotal de la Santa Cruz, l'Opus Dei.

## Descripció
L'església de Sant Joan de l'Hospital es localitza dins d'una illa de cases situada entre els carrers de la Mar, Sant Cristòfol, Miracle i Trinquet de Cavallers. Dues entrades situades en els dos últims carrers permeten accedir a un pati o trànsit anomenat «del Calvari» per disposar d'un Via Crucis de taulelleria valenciana del segle xviii. A l'entrada del carrer del Trinquet de Cavallers, hi ha un atri amb creus roges del xiii, símbol de l'orde de Malta. El costat nord d'aquest pati conserva una sèrie d'arcosolis que degueren pertànyer al cementeri medieval; al costat sud s'alça l'església.
A l'esquerra del pati, trobem un campanaret de la primera meitat del xvii, sota el qual s'obri una porta romànica, amb un arc de mig punt llis, coronat per un escut primitiu de l'orde de Sant Joan de Jerusalem, l'estudi del qual ha permés establir que aquesta porta és anterior a la porta del Palau o de l'Almoina de la seu de València.
També són de tradició romànica els contraforts que subjecten els murs i absorbeixen el pes de la volta, algunes sageteres i culdellànties a les parets i les pintures murals de la primera capella del costat nord, úniques a tot València.
Dalt de la porta romànica de l'entrada, situada al nord de l'església, hi ha un bell finestral compost d'un arc ogival equilàter el centre del qual no coincideix amb el de la porta, i que porta com a traceria el delicat disseny d'una creu de huit puntes, símbol de l'orde de Malta.
L'accés a l'interior és per una porta al final del pati o atri. L'església és de nau única, de 36 m de llarg per 19 d'ample i 10,5 metres de llum; està composta per una volta de canó apuntada, pròpia del romànic de transició al gòtic, amb plementeria de pedra reforçada amb arcs faixons que es recolzen en mènsules. La capçalera és poligonal de cinc costats, ensostrada amb creueria, on es troba el presbiteri. Aquest és de finals del xiii i està il·luminat per finestres d'alabastre d'estil ogival; la central és més ampla, amb traceries i decorada amb columnetes adossades. Sobre els nervis de pedra, les voltes són de rajola de través.
La major part de les capelles laterals situades entre els contraforts i en els dos dels costats de l'absis i al tester dels peus són com grans arcosolis que s'obrin a la nau per ogives cistercenques sobre columnetes adossades. Les seues voltes de pedra estaven pintades amb frescos, dels quals es conserven parcialment els de la primera capella del nord. Les embocadures d'aquestes capelles se situen enfrontades en el segon tram de la nau i estan formades per arcs de mig punt dovellats que s'obrin des d'impostes motlurades i queden rematades per un cordó també motlurat. Les capelles laterals es cobreixen amb voltes del mateix tipus que la nau central, però disposades transversalment a la nau principal, excepte les tres capelles del costat nord, que van ser renovades i ampliades.
La capçalera es cobreix amb una volta de creueria de nervis de pedra i plementeria de rajola. Les petites capelles afegides a la capçalera i als peus es cobreixen igualment amb volta de creueria. La situada al costat sud de l'absis, que és l'antiga capella de Santa Bàrbara, porta a la clau l'àguila imperial.
Per la seua sobrietat, el conjunt de l'església es pot definir com a gòtic cistercenc, estil propi de l'ascetisme de l'orde hospitalari en els seus començaments. Es caracteritza per l'absència d'ornamentació supèrflua, pels capitells de les columnes llisos, troncocònics invertits, les motlures de bordó i les altes mènsules de la nau.
Un gòtic més florit trobem a les altes capelles laterals al nord i al sud del presbiteri, del segle xiv, que perforen els murs amb arquivoltes ogivals i es desenvolupen entre els contraforts; en les tres darreres capelles al nord, obra de Pere Balaguer, i en la del fons de l'església, antic atri i actual capella de la Mare de Déu dels Estudiants, unida a l'església per un arc conopial de capitells policromats i elements reutilitzats.

### Capella de Santa Bàrbara
La nova capella de Santa Bàrbara (realitzada entre 1684 i 1689) s'afegí en el primer tram del costat sud, obra de Juan Pérez Castiel. És de planta de creu grega coberta amb una cúpula sobre petxines i voltes tapiades de canó sobre els braços de la creu. Tota aquesta està recoberta d'una abundant decoració formada per cartel·les en ressalt, florons i esgrafiats. Les petxines s'enriqueixen amb àguiles (imperials o santjoanistes) i emblemes al·lusius a la santa. S'han arribat a comptar fins a 175 querubins distribuïts per la capella. En els pilars cantoners, se situen fornícules amb arcàngels i l'àngel custodi del regne. La talla de la clau i el modelat dels àngels són de Juli Capuz.
Peça d'interés per la seua raresa és la cambra secreta (potser reliquiari o tresor), situada sobre la volta de la primera capella del costat nord. Es cobreix, com la capella sobre la qual se situa, amb una volta de carreus de canó apuntat. S'hi accedeix a través d'una obertura situada a uns 5 metres d'altura, a l'interior d'una capella afegida a l'absis.
L'església s'il·lumina únicament pels finestrals allargats de la capçalera i per les finestres formades per ogives equilàteres situades sobre les portades. Aquestes últimes finestres estan decorades amb elegants traceries que formen la creu de Malta de huit puntes. Després de les últimes restauracions, eliminat el revestiment barroc la pedra es mostra nua, a la vista. Element decoratiu destacable n'és l'arc triomfal que dona accés al presbiteri, format per fusts de marbre anellats i capitells d'art islàmic dels segles x o xi, de procedència desconeguda i segurament aprofitats d'una construcció anterior.
Al costat sud de l'església, se situa part de l'antic cementeri hospitaler (únic recinte medieval conservat a la ciutat), està limitat per una sèrie d'arcosolis, de similar disposició als del pati nord. Entre el cementeri i l'església, es troba l'anomenada capella de Jaume I, on tradicionalment es diu que el rei va orar per primera vegada a València, davant la imatge de la Mare de Déu del Miracle. És un edifici de reduïdes dimensions, quasi una maqueta o model, formada per un tram de planta quadrada obert pels seus costats i una capçalera huitavada. Es cobreix amb voltes de creueria amb plements de rajola disposats a plec de llibre. Sobre la capella es va construir, molt més tard, amb rajola i englobant-la la sala de l'antiga casa prioral, edifici que s'ha enderrocat per restaurar la capella.

### Estil
L'església de Sant Joan de l'Hospital, tant per la seua organització estructural com per la seua decoració, constitueix una peculiar síntesi d'arquitectura de tradició romànica i novetats gòtiques. Encara que falten notícies documentals segures, els elements decoratius de l'església i capella remeten contínuament a dates molt primerenques. Els nervis de la capçalera de la capella del Rei en Jaume tenen un perfil idèntic als de les capelles absidals de l'església del Salvador de Borriana. El seu tipus de decoracions són semblants a les que es poden observar a l'exterior de les capelles del creuer del monestir de Santa Maria de Benifassà o en les parts més antigues de la catedral de València (els finestrals de la porta del palau i de la sagristia), datades en la segona meitat del segle xiii.

### Art moble
De l'art moble de l'església, ric en el passat, la major part es troba dispers. Cal citar-ne la imatge de la Mare de Déu del Miracle, del segle xiv, i el retaule de Sant Dionís i Santa Margarida, custodiats al Museu Catedralici; o la columna de santa Bàrbara, retornada en l'actualitat a l'església.
Són d'interés algunes làpides sepulcrals, a més d'altres peces que s'han afegit últimament al patrimoni de l'església, com el calvari amb el crucificat, la Mare de Déu i sant Joan, d'estil romànic català dels segles xii o xiii, un retaule renaixentista d'art aragonés de Jerónimo Cósida, un altre retaule medieval dedicat a sant Pere de procedència aragonesa o catalana del segle xiv, la imatge de la Mare de Déu dels Estudiants, medieval però repintada, i el retaule de la capella de santa Bàrbara que procedeix d'una localitat de Zamora i substitueix l'anterior destruït el 1936.